# Zamarra
Zamarra è un comune spagnolo di 143 abitanti situato nella comunità autonoma di Castiglia e León.